# Digama figurata
Digama figurata là một loài bướm đêm thuộc phân họ Arctiinae, họ Erebidae.